# Cacicus koepckeae
El cacique de Koepcke (Cacicus koepckeae) es una especie de ave paseriforme de la familia Icteridae endémica del sudeste de Perú.

## Distribución y hábitat
Se encuentra localizado en la Amazonía del sudeste de Perú. Su hábitat natural son los bosques húmedos tropicales entre los 300 y 575 metros de altitud. Se encuentra amenazada por pérdida de hábitat.